# Louis Bergaud
Louis Émile „Lily“ Bergaud (* 30. November 1928 in Jaleyrac; † 21. Mai 2024 in Mauriac) war ein französischer Radrennfahrer.

## Sportliche Laufbahn
Bergaud war im Straßenradsport aktiv. Von 1953 bis 1963 war er Unabhängiger und Berufsfahrer. Seine bedeutendsten sportlichen Erfolge waren Etappensiege in der Tour de France 1958 und 1961. 1954 gewann er die Tour de Corrèze. 1957 und 1958 siegte er im Rennen Polymultipliée (Trophée des Grimpeurs), 1959 im Circuit d’Auvergne mit drei Tageserfolgen. Dazu kamen Etappensiege in der Tour de l’Oise 1956, im Critérium du Dauphiné, in der Tour de Champagne 1957 und in der Tour du Var 1961. Er erzielte in seiner Karriere insgesamt rund 150 Siege.
Zweiter wurde Bergaud 1957 in der Tour du Loiret hinter Jean-Marie Cieleska und im Grand Prix d’Issoire 1959. Dritter wurde er 1960 in der Trophée des Grimpeurs sowie 1961 in der Tour de Corrèze.
Die Tour de France fuhr Bergaud siebenmal. 1954 wurde er 7., 1956 54., 1957 26., 1958 9., 1959 13. und 1961 46. 1955 war er ausgeschieden. Die Vuelta a España 1955 und 1956 beendete er nicht.
Ihm zu Ehren wurde das Straßenradrennen „Lily Bergaud“ (eine Anspielung auf seinen Spitznamen) begründet.